# The Bride of Fear
The Bride of Fear è un film muto del 1918 diretto da S.A. Franklin (Sidney Franklin).

## Trama
Salvata dal suicidio da Hayden Masters, un noto truffatore, Ann Carter lo sposa per paura. La sera delle nozze, l'uomo però viene arrestato e portato in carcere. La donna trova lavoro come segretaria presso Martin Sterling, un ricco uomo d'affari. Il figlio di Sterling, Donald, si innamora di lei e la chiede in moglie. Convinta di essere rimasta vedova perché le è giunta voce che Masters sia morto in carcere, Ann accetta. Masters, invece, riappare all'improvviso in casa Sterling e cerca di costringerla a derubare il padrone di casa. Ne nasce una lotta nella quale Donald, giunto in aiuto di Ann, sembra avere la peggio. Lei, per aiutarlo, si impadronisce dell'arma di Masters, al quale spara, uccidendolo. Al processo, sarà assolta per legittima difesa. Ormai libera, può sposare l'amato Donald.

## Produzione
Il film fu prodotto dalla Fox Film Corporation.

## Distribuzione
Distribuito dalla Fox Film Corporation, il film uscì nelle sale cinematografiche USA il 7 aprile 1918. In Francia, dove fu distribuito il 1º agosto 1919, prese il titolo L'Épouse de la peur.